# Сигюрьоун Пьетюрссон
Сигюрьоун Пьетюрссон (исл. Sigurjón Pétursson, 9 марта 1888, Рейкьявик — 3 мая 1955, Рейкьявик) — исландский борец классического стиля и общественный деятель. Участник летних Олимпийских игр 1908 и 1912 годов.

## Биография
Сигюрьоун Пьетюрссон родился 9 марта 1888 года в исландском городе Рейкьявик.
В 1908 году вошёл в состав сборной Исландии на летних Олимпийских играх в Лондоне. Участвовал в показательных соревнованиях по глиме, результат неизвестен.
В 1912 году вошёл в состав сборной Исландии на летних Олимпийских играх в Стокгольме. Выступал в соревнованиях по классической борьбе в весовой категории до 82,5 кг. Первые четыре поединка провёл против борцов из Финляндии: в 1-м раунде за 35 минут победил Леннарта Линда, во 2-м раунде за 1 минуту выиграл у Юсси Салилы, в 3-м раунде уступил решением судей Оскару Виклунду, в 4-м раунде за 2 минуты победил Августа Райялу. В 5-м раунде за 4 с половиной минуты проиграл Беле Варге из Венгрии и выбыл из борьбы. Также участвовал в показательных соревнованиях по глиме, где занял 2-е место, победив в 4 из 5 поединков и уступив только выигравшему Хадльгриммюру Бенедиктссону.
По состоянию на 1946 год владел текстильной фабрикой в окрестностях Рейкьявика.
Был увлечён культурой Исландии и психологией.
Был главной фигурой развернувшейся в Исландии в 1946 году общественной дискуссии, известной как «спор о костях». Её суть состояла в том, чтобы перевезти останки исландского национального поэта Йоунаса Хадльгримссона из Копенгагена в Исландию. Пьетюрссон утверждал, что телепатически общался с поэтом и тот хочет, чтобы его останки были похоронены в Эхснадалюре, где поэт вырос. Правительство хотело предать останки земле на национальном кладбище в Тингведлире, однако не захотело оплачивать земляные работы и транспортировку. Большую часть расходов взял на себя Пьетюрссон, привёз прах Хадльгримссона в Эхснадалюр, но там священники отказались проводить обряд. Лишь через неделю останки поэта увезли на юг и похоронили там, где и планировали это сделать власти.
Умер 3 мая 1955 года в Рейкьявике.